# غاري الكسندر (لاعب كرة قاعدة)
غاري الكسندر (بالإنجليزية: Gary Alexander)‏ هو لاعب كرة قاعدة أمريكي، ولد في 27 مارس 1953 في لوس أنجلوس في الولايات المتحدة.

## وصلات خارجية
- غاري الكسندر على موقع دوري كرة القاعدة الرئيسي (الإنجليزية)
- غاري الكسندر على موقعبيزبول رفرنس.كوم (الدوري الرئيسي) (الإنجليزية)
- غاري الكسندر على موقعبيزبول رفرنس.كوم (الدوري الثانوي) (الإنجليزية)
- غاري الكسندر على موقع إي إس بي إن.كوم (أم.أل.بي) (الإنجليزية)
- غاري الكسندر على موقع مشجعي الرسوم البيانية (الإنجليزية)